# West Coast hip hop
Il West Coast hip hop, conosciuto anche come West Coast rap o California hip hop, è un particolare stile di musica hip hop nato in California durante gli anni 1980. Inizialmente cresciuto come sottogenere dell'hip hop, ha sviluppato diversi centri creativi, molti dei quali proprio in California.
Questi centri di West Coast hip hop sono:
- Compton
- L'area di Los Angeles,
- L'area di San Francisco, conosciuta come San Francisco Bay Area,
- Oakland/Berkeley,
- Vallejo,
- Seattle.

## Origini e primi successi
Il West Coast hip hop ha avuto origine dall'East Coast hip hop alla fine degli anni settanta.
La scena iniziò a muovere i primi passi nei primi anni '80, quando l'hip hop riscuoteva i primi apprezzamenti sulla ribalta nazionale, radicandosi in California ed in particolare nelle aree di Los Angeles e San Francisco. Tra i primi performer hardcore/gangsta rap va ricordato Too $hort, che pubblicò tre album indipendenti durante gli anni '80 prima del suo debutto discografico con una major,  Born to Mack del 1988, diventato disco d'oro e superato dai quattro successivi album, tutti diventati dischi di platino.
A Los Angeles durante il medesimo periodo, artisti come Ice-T, Captain Rapp, King Tee, Toddy Tee e Mix Master Spade presero piede, mentre World Class Wreckin' Cru, DJ Unknown, Egyptian Lover ed Arabian Prince innovarono uno stile poi chiamato electro hop (o semplicemente electro), essenzialmente un ibrido tra dance music e hip hop - seguendo le orme di Afrika Bambaataa, che aveva originariamente creato l'hip hop mescolando reggae, funk e techno tedesca. Tuttavia, i puristi dell'hip hop rifiutarono di accettare l'electro hop, facendola di fatto quasi scomparire a metà degli anni 1990.
Anche il cosiddetto movimento "gangsta rap" si originò in California durante gli anni '80, in forte contrasto con l'electro hop ed altre forme leggere dell'hip hop. Il gangsta rap iniziò ad avere un consistente successo dalla metà degli anni '80: il brano di Ice-T 6'n da Mornin (1986) ebbe una certa rilevanza nazionale, mentre il suo album Rhyme Pays del 1987 rappresenta un punto di riferimenti del genere, così come poco dopo l'album degli NWA N.W.A. and the Posse.
Nel 1988, gli NWA pubblicarono il loro grande successo, Straight Outta Compton, iscrivendo di fatto il West Coast nella mappa della cultura hip hop. Il loro suono era influenzato dall'hardcore, hip hop a tinte heavy metal come quello di Ice-T, soul anni 1970 e p-funk. Straight Outta Compton unì questi suoni con beats minimalisti e rime afferenti, e spesso incitanti, a violenza, edonismo e stile di vita criminale.
Si suppone peraltro che il movimento West Coast abbia ottenuto i primi riconoscimenti a Los Angeles grazie al legame della città con l'industria dell'intrattenimento, e per il fatto che la maggior parte della major discografiche abbiano la propria sede proprio nella città californiana.
Il West Coast hip hop ricevette vitali contributi inizialmente anche da gruppi provenienti dalla San Francisco Bay Area, Oakland in particolare. Too $hort, ad esempio, si può considerare tuttora uno dei padri del genere, ed MC Hammer fu una delle prime star nazionali di "pop-rap". Entrambi gli artisti iniziarono la propria carriera per le strade di Oakland, e le differenti vie prese dalle loro carriere sono indicative dello spezzettamento dell'hip hop in diversi sottogeneri negli ultimi vent'anni.
Seattle fu un altro centro molto importante del West Coast hip hop del primo momento, nonostante questo, l'unico successo commerciale della scena fu Baby got back! di Sir Mix-a-lot.

## La prima grande divisione: East Coast contro West Coast
Con il successo nazionale degli NWA, il West Coast finalmente stabilì uno stile che univa intensità e granulosità dell'hip hop che veniva a quel tempo dalla East Coast. Nel gangsta rap, la scena West Coast aveva una voce che poteva competere con i Public Enemy, KRS-One, ed altre celebrità della costa orientale. Anche se gli NWA successivamente si frantumarono e la loro autorità andò diminuendo, i rimanenti membri continuarono a lavorare sulle fondamenta del gruppo.
Due dei più importanti membri degli NWA, Ice Cube e Dr. Dre, si sono lanciati in carriere soliste di successo dopo lo sgretolamento del gruppo. Lo stile di Ice Cube è stato spesso militante, arrabbiato, carico di significati razziali e politici, rispetto a quello di Dr. Dre, e le sue liriche lo hanno portato a due dischi di platino. Lo stile di Dre, definito  "g-funk" o "Gangsta Funk," è più lento e maggiormente melodico, con linee di basso più spesse, accompagnate da fiati e campionamenti di p-funk. L'album di debutto di Dr. Dre, The Chronic (1992), è largamente considerato come uno dei più importanti lavori del genere e non solo per il sound della West Coast e del gangsta rap per primo, ma per aver lanciato la carriera di altri artisti chiave della costa occidentale come Snoop Doggy Dogg, Dat Nigga Daz, Kurupt, Nate Dogg e Warren G.
Mentre gli inizi della rivalità fra le due coste possono essere riallacciati agli NWA, prese la forma di una personale rivalità (beef) che catturò l'attenzione della nazione. Tupac Shakur (2Pac), precedentemente ballerino e il rapper dei Digital Underground, venne acclamato a sorpresa per il suo album di debutto 2Pacalypse Now nel 1991. Mentre stava lavorando su Me Against the World (1994), fu colpito da colpi di pistola nell'ingresso dello studio di registrazione di New York per cui vennero sospettati di essere i mandanti The Notorious B.I.G. e Puff Daddy. Successivamente, mentre si trovava in prigione con l'accusa di violenza sessuale (pur non essendo colpevole), 2Pac accusò i due di essere i mandanti del suo tentato assassinio. Questa serie di eventi ha scatenato una vera e propria guerra tra Bad Boy Entertainment e Death Row Records che aveva scritturato il giovane rapper.
La tensione tra le due etichette discografiche incrementò le pubblicazioni di dischi contenenti tracce piene di insulti, minacce ed accuse alla label avversaria. Una delle più famose diss tracks di questo conflitto è stata Hit 'Em Up di Tupac, in cui il rapper si vantava di essere andato a letto con la moglie di Notorious B.I.G., Faith Evans, ed attaccando la street credibility dell'avversario. Durante questo periodo, quasi ogni avvenimento nelle vite personali di entrambi i rappers è stato collegato all'altro, creando una sorta di effetto valanga. La rivalità si è tragicamente conclusa quando Tupac fu ucciso nel 1996 e dell'omicidio, non inaspettatamente, furono accusati come mandanti Biggie e Daddy. Successivamente, in un incidente che potrebbe essere collegato alla rivalità sopra detta, Biggie fu ucciso in maniera similare a Tupac, sei mesi dopo la morte del suo rivale della west coast.
Suge Knight fu successivamente arrestato con varie e non correlate accuse, la Death Row Records si ridimensionò dopo la partenza di Dr. Dre per formare la Aftermath Entertainment, e di Snoop Dogg alla volta della No Limit Records. Il gangsta rap pressoché scomparve da sotto i riflettori nazionali ed il vuoto risultante fu riempito dal pop-rap east coast con Puff Daddy, Ma$e, e dall'attore/rapper Will Smith. Nel 1997, West Coast hip hop era tornato praticamente underground.

## La seconda grande divisione: Commerciale contro Underground
La ragione più spesso citata per il declino della scena West Coast alla fine degli anni '90 è che a quel tempo era praticamente spaccata in due fazioni incomunicabili. Mentre artisti gangsta rap come E-40 e Snoop Dogg - assieme ai loro innumerevoli imitatori - continuarono a lottare per accedere al mainstream musicale, il cosiddetto Conscious hip hop nella West Coast adottò uno stile maggiormente autarchico, lontano dal successo commerciale. Gli effetti della "grande divisione" della scena West Coast alla fine degli anni '90 si può avvertire oggi: come risultato c'è una frattura, le maggiori città come San Francisco e Los Angeles sono sede di scene hip hop multiple, che sono differenziate tra di loro.
Alla fine degli anni '90 la scena Underground hip hop della West Coast iniziò a prendere preminenza nazionale ed internazionale grazie ad artisti come Spearhead, Blackalicious, Zion i, Aceyalone, Del tha Funkee Homosapien, Hieroglyphics, Of Mexican Descent, Jurassic 5, The Coup, Dilated Peoples, Ozomatli, e diversi altri, di cui molti autodefinitisi artisti "conscious", intesi come latori di messaggi politici, sociali, e divenuti conosciuti in tutto il mondo senza essere scritturati per nessuna major.
Altri artisti West Coast come Emcee Lynx di San Francisco, portarono gli aspetti politici della loro musica ad un successivo gradino, divenendo attivi partecipatori di vari movimenti sociali, cosa che non è avvenuto in nessun'altra significativa scena hip hop negli USA.
Malgrado l'emersione del movimento underground come competitore delle major alla fine del secolo, il gangsta rap della West Coast è ancora vivo e vegeto, anche se il suono e le sensazioni della musica sono notevolmente cambiati dall'era del G-funk. Snoop Dogg e Dr. Dre continuano ad essere tra i più importanti rappresentanti nel mainstream nazionale, ma artisti locali di gangsta rap come Turf Talk, The Frontline, Andre Nickatina continuano a lavorare per vedersi riconoscere le proprie qualità, godendo di meno successo commerciale delle controparti impegnate su temi politici.

## La terza generazione del West Coast hip hop
Il West Coast hip hop sembra avviarsi ad una terza generazione di artisti. L'album di The Game The Documentary assieme ad una fortemente pubblicizzata rivalità con 50 Cent ha ricevuto molto interesse da parte della costa occidentale.
Alcuni autori di hip hop credevano che si fosse di nuovo sull'orlo di una guerra tra coste, tra G-Unit Records  e The Black Wall Street Records . The Game, proprietario della The Black Wall Street Records, è stato "in guerra" con 50 Cent, proprietario della G-Unit Records. Comunque, la rivalità tra The Game e 50 Cent è ufficialmente finita nel 2016.
Dalla pubblicazione di The Documentary di The Game, artisti come G-Malone, Bishop Lamont, Crooked I, JT the Bigga Figga, Eastwood, e Ya Boy hanno ottenuto un qualche successo, così come nella Bay area sta prendendo piede la Hyphy music, promossa dal veterano E-40.
Dopo il successo dell'ultimo album R&G (Rhythm & Gangsta) The Masterpiece, Snoop Dogg ha convocato tutti gli artisti di più lunga fama della West Coast ad un meeting chiamato Western Conference il 4 luglio 2005. I partecipanti hanno accettato di unire le loro forze per porre fine a rivalità in essere tra loro, nella speranza di aiutare la musica West Coast a tornare a livelli di eccellenza come all'inizio degli anni '90. Il meeting è stato anche occasione per diversi membri per annunciare "cessate il fuoco" alle loro dispute e per riconciliarsi, così come avvenuto per  Tha Dogg Pound, Jayo Felony e Snoop, The Game e JT the Bigga Figga. Snoop Dogg ha offerto la sua etichetta Doggystyle Records come "motore" del movimento, ed il suo nome come promozione dell'iniziativa.
Dopo diversi anni di ombra nel panorama rap statunitense, la West Coast è tornata alla ribalta nel 2016 grazie al collettivo Shoreline Mafia e al rapper Tyga.